# 孟村镇 (孟村县)
孟村镇，是中华人民共和国河北省沧州市孟村回族自治县下辖的一个乡镇级行政单位。

## 行政区划
孟村镇下辖以下地区：
民族大街社区、建设大街社区、孟村一街村、丁庄子村、中涨沙村、后涨沙村、西涨沙村、前涨沙村、庞庄子村、四庄子村、马庄子村、后屯村、北街村、前街村、东街村、高姚庄村、东姚庄村、西姚庄村、后姚庄村、胡姚庄村、王御史村、尹庄村、张庄村、付庄村、孟村二街村、孟村三街村和孟村四街村。